# 척의 일생
《척의 일생》(영어: The Life of Chuck)은 2024년 공개된 미국의 SF 드라마 영화이다. 마이크 플래너건이 감독과 각본을 맡았으며, 스티븐 킹의 동명 단편 소설이 원작이다. 2024년 제49회 토론토 국제 영화제 관객상 수상작이다.

## 출연
- 톰 히들스턴 - 찰스 "척" 크랜츠 역
  - 제이컵 트람블레이 - 어린 척 역
- 닉 오퍼먼 - 해설
- 추이텔 에지오포 - 마티 앤더슨 역
- 캐런 길런 - 펄리샤 고든 역
- 마크 해밀 - 앨비 역